# Сингх, Гурчаран (хоккеист на траве)
Гурчаран Сингх Гревал (англ. Gurcharan Singh Grewal; 4 мая 1911 — 7 февраля 1949) — индийский хоккеист на траве, защитник. Олимпийский чемпион 1936 года.

## Биография
Гурчаран Сингх родился 4 мая 1911 года.
Играл в хоккей на траве за правительственный колледж Лахора и Пенджаб.
В 1936 году вошёл в состав сборной Индии по хоккею на траве на летних Олимпийских играх в Берлине и завоевал золотую медаль. Играл на позиции защитника, провёл 1 матч, мячей не забивал.
Умер 7 февраля 1949 года.